# Postures de karate
Dins del karate hi ha diferents postures, cada un amb les seves característiques de força, flexibilitat i moviment.

## Galeria

Heisoku dachi
Musubi dachi
Hachiji dachi
Uchi hachiji dachi
Heikō dachi
Teiji dachi
Renoji dachi
Zenkutsu dachi / Fudō dachi / Sochin dachi
Kōkutsu dachi
Kiba dachi
Shiko dachi
Neko ashi dachi
Sanchin dachi
Hangetsu dachi
Kosa dachi
Moto dachi
Sagi ashi dachi / Tsuru ashi dachi